# 座间味岛

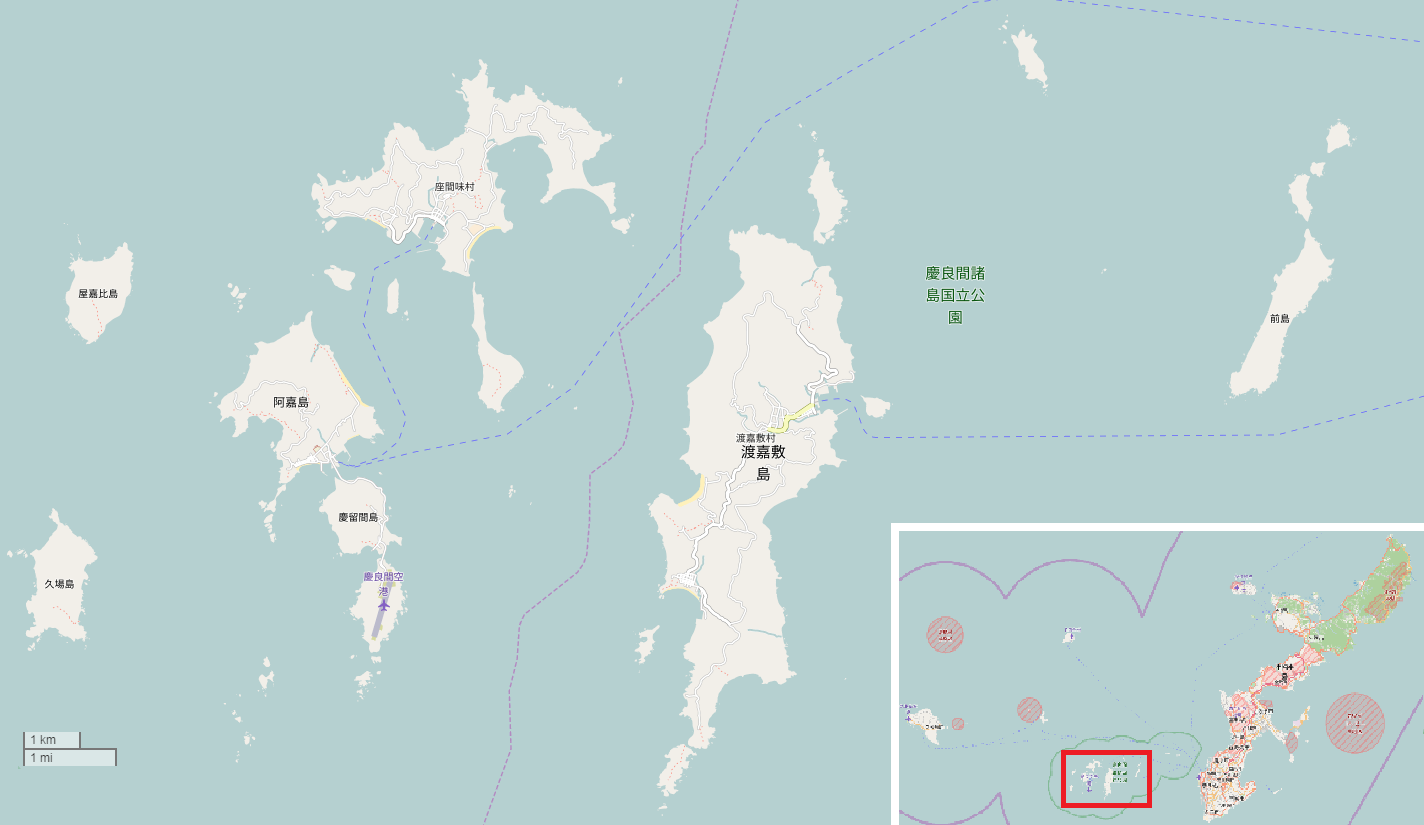
慶良間群島

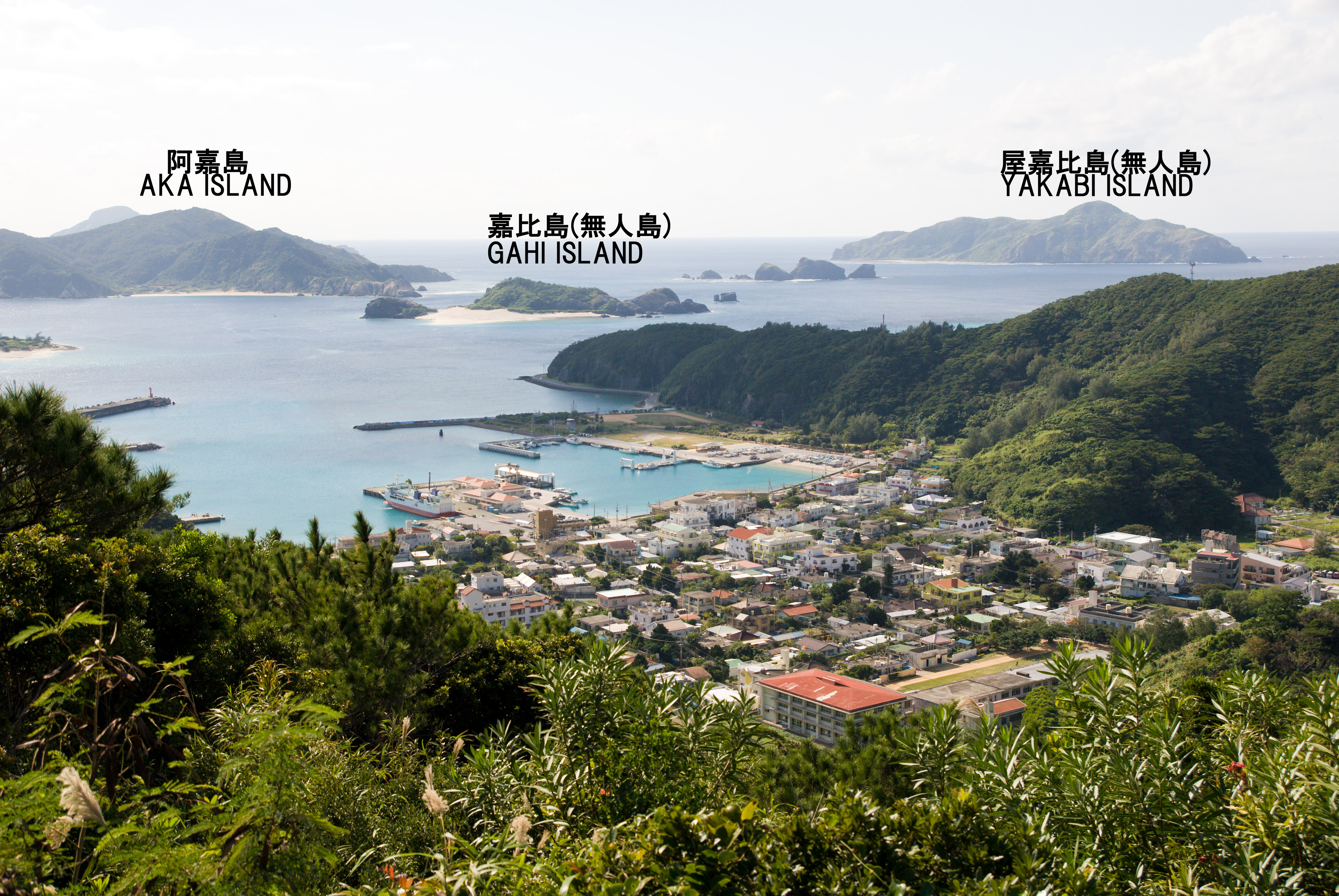
从座间味港口眺望。

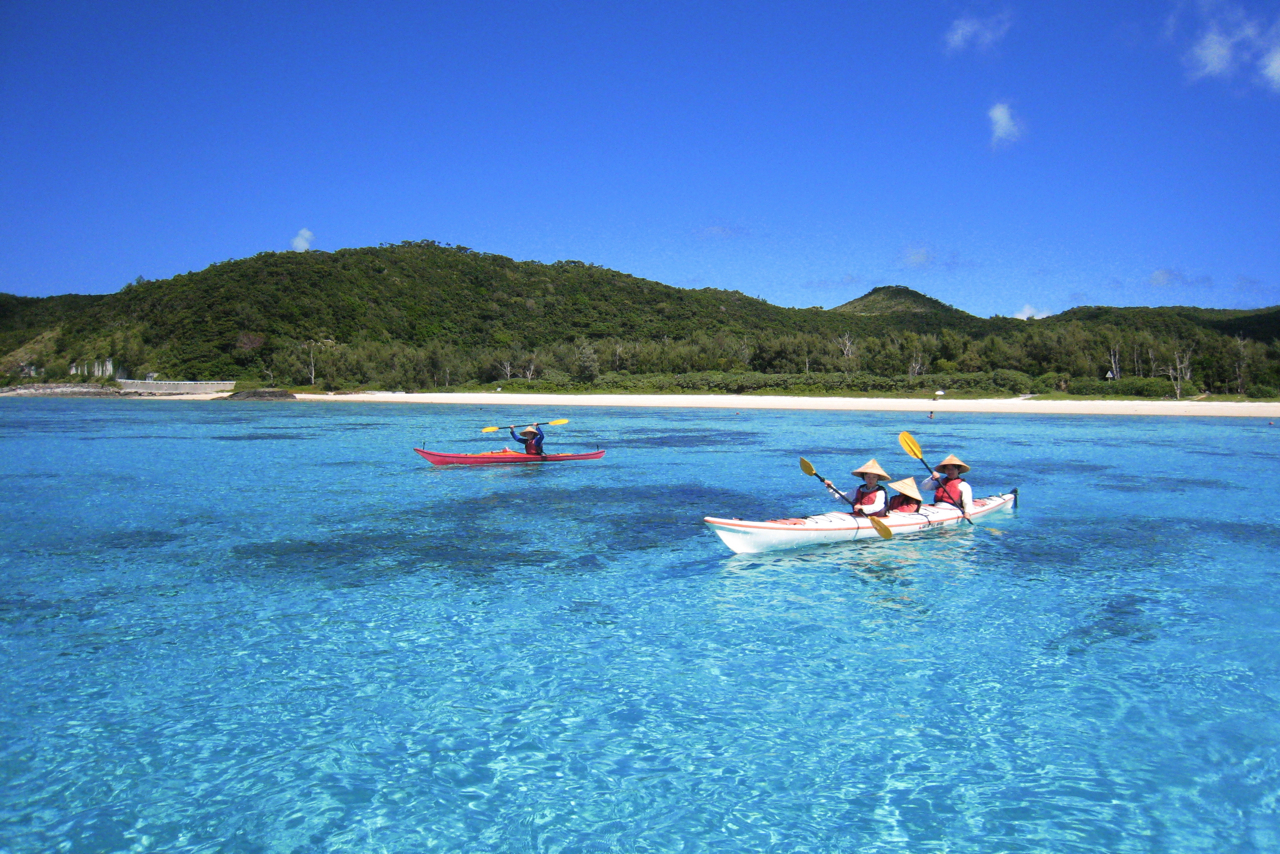
冲绳座間味島海滩

座间味岛（日语：／ Zamami-jima、琉球語：／ ）位于慶良間群島的中部，面积为6.7平方公里，属沖繩縣島尻郡座間味村管辖，是慶良間群島中4座有人居住的岛屿之一（其他三个是渡嘉敷岛、阿嘉岛、庆留间岛）。2013年2月数据显示，该岛人口共有165户，584人。

## 历史
1896年4月1日，實施郡區制，「座間味島」為島尻郡轄下的行政區。1908年4月1日，實施島嶼町村制，座間味島改為座間味村。在太平洋战争沖繩島戰役期间，美军首先在座间味岛登陆，展开地面作战。

## 地理
座间味岛位于那霸市以西约40公里，庆良间群岛的中部，东南方向是渡嘉敷岛，西南方向是阿嘉岛，正南方向是安室岛。

## 经济

### 产业
旅游业为主。目前从事渔业的劳动力低于2%。

### 基础设施
交通
在港口与古座間味海灘之间，有一条公交线路。此外，岛上许多旅馆和古座間味海灘也都有巴士或租车服务。
- 那霸港（泊码頭）－阿嘉港－座間味港：从那霸港岛到阿嘉岛坐高速船约50分钟，渡轮约100分钟。[7][8]
- 座間味港－阿嘉港－阿波連港（渡嘉敷島）[9][10]

互联网
全岛有免费Wi-Fi，港口处信号最好。

## 旅游景点
- 阿真海滩
- 古座间味（furu zamami）海滩位于座間味港以东约1000米，有浮潜设备出租[11]。

## 外部連結
- 维基共享资源上的相關多媒體資源：座间味岛
- 冲绳县官方网站 （页面存档备份，存于）
- 座间味村官方网站 （页面存档备份，存于）